# Heil Honey I'm Home!
Heil Honey I'm Home! és una sitcom britànica, escrita per Geoff Atkinson i produïda el 1990, que va ser cancel·lada després d'un episodi. Se centra en persomatges caracteritzats com Adolf Hitler i Eva Braun, que viuen al costat d'una parella jueva, Arny i Rosa Goldenstein. El programa parodia elements de les comèdies de situació americanes de mitjans del segle XX i està impulsat per la incapacitat de Hitler per portar-se bé amb els seus veïns. Va causar polèmica quan es va emetre i s'ha anomenat "potser la comèdia de situació més insípida del món".

## Premissa
El primer episodi s'obre amb una targeta de subtítols que explica la història de fons de ficció 'Heil Honey', que suposa l'argument de com unes "cintes perdudes" són redescobertes i es tracta d'una comèdia de situació americana abandonada i mai emesa creada per "Brandon Thalburg Jnr". Irònicament, l'espectacle real patiria una sort similar, ja que només es va emetre un episodi dels vuit episodis gravats.
El 1938, Adolf Hitler i Eva Braun viuen a Berlín, al costat d'una parella jueva, Arny i Rosa Goldenstein. Hitler i Braun tenen poc en comú amb els seus homòlegs històrics, actuant més com un marit i una dona de sitcom. Hitler, per exemple, apareix amb un jersei i una corbata de golf, així com amb roba militar. Els Goldenstein són personatges similars, amb Arny fent freqüents comentaris menyspreables sobre la seva sogra i fent burla de la salutació romana en un moment donat. L'espectacle és una paròdia, no del Tercer Reich, sinó del tipus de comèdies de situació produïdes als Estats Units entre els anys 50 i 70 "que abraçarien qualsevol idea, per estúpida que semblés". Amb aquest esperit, el títol, la trama i el diàleg són deliberadament insípids i cursis, i els personatges són aplaudits sempre que arriben al plató. Amb el model I Love Lucy, els actors tenen accents de Nova York.

## Trama del primer episodi
La trama del primer episodi se centra en l'arribada del primer ministre britànic, Neville Chamberlain, a la casa de Hitler. No volent que els Goldenstein interrompin la visita, Hitler li encarrega a Braun que mantingui les notícies de Rosa, cosa que ella no aconsegueix. La Rosa s'hi convida degudament amb l'esperança de fer coincidir Chamberlain amb la seva neboda avorrida Ruth. Hitler emborratxa els Goldenstein en un intent de fer-los marxar abans que arribi Chamberlain, però es queden. L'Arny i l'Eva acaben enduent-se el primer ministre cap a ballar en una fila de conga per la sala d'estar mentre Hitler amaga l'acord de "Peace for our time" a la nevera.
Només es va projectar el pilot, encara que es van planificar onze episodis i se'n van gravar vuit en els quals un arc de la història implicava els intents secrets de Hitler de matar els Goldenstein.
A diferència de l'episodi pilot, els altres episodis tenien títols d'obertura animats, de naturalesa similar als de Bewitched.

## Càsting
- Neil McCaul com Adolf Hitler
- DeNica Fairman com a Eva Braun (substituïda per Maria Friedman en episodis no emesos)[6]
- Gareth Marks com a Arny Goldenstein[7]
- Lewis Barratt com Joseph Stalin (el personatge només va aparèixer en episodis no emesos)
- Caspar Constantine com a narrador de fons (exclusiu a l'episodi 4) i Kapitänleutnant Günther Stark al final de la sèrie
- Caroline Gruber com a Rosa Goldenstein
- Laura Brattan com a Ruth
- Thomas Lord com a Hermann Göring (només a l'especial de Nadal de 1990 no emès)
- Ben Boardman com a Reinhard Heydrich (personatge eliminat del programa després de l'episodi 6)
- Patrick Cargill com a Neville Chamberlain

## Producció, polèmica i cancel·lació

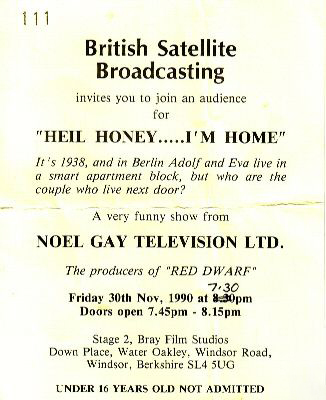
Entrada per a una filmació prevista d'un episodi

El programa va ser escrit per Geoff Atkinson i encarregat pel canal de televisió per satèl·lit Galaxy, part de British Satellite Broadcasting (que més tard va passar a formar part de BSkyB). Es va emetre a les 21.30 d'un diumenge, després d'un episodi de Dad's Army. Durant els crèdits de Dad's Army, el locutor de Galaxy va dir: "I tret que Arthur Lowe el derroti, és el mateix home en uns moments a Heil Honey, I'm Home!, mentre continua el Galaxy Comedy Weekend".
El programa va resultar controvertit, amb Hayim Pinner, secretari general de la Junta de Diputats dels jueus britànics, que va descriure el pilot com "de molt mal gust", i va afegir que: "Estem en contra de qualsevol banalització de la Segona Guerra Mundial, Hitler o l'⁣Holocaust, i això sens dubte banalitza aquestes coses. És molt desagradable i fins i tot ofensiu".
La historiadora de televisió Marian Calabro la va descriure com "potser la comèdia de situació més insípida del món". No obstant això, alguns comentaristes també assenyalen que la grosseria va ser intencionada i un element de la paròdia; entre aquests hi ha David Hawkes, professor d'anglès, que cita Heil Honey, I'm Home! com un "concepte de mà pesada", i argumenta que l'espectacle va ser un fracàs com a comèdia perquè va "superar desastrosament" els límits de la ironia. Així i tot, l'espectacle ha arribat a un nivell d'infàmia en el qual encara es parla de manera incrèdula en programes retrospectius.
Un vídeo de GarethMarks.com, titulat "Comedy Showreel", conté clips del pilot i episodis no vistos. Arthur Mathews ha dit que la productora li va enviar una còpia de tota la sèrie. El rodatge de la sèrie va ser cancel·lat immediatament per Sky (BSkyB) en la seva adquisició de British Satellite Broadcasting. L'espectacle és un dels programes més controvertits que s'han projectat mai al Regne Unit; va figurar al número 61 dels 100 Greatest TV Moments from Hell de Channel 4.
Atkinson sosté que l'objectiu de l'espectacle no era commocionar sinó examinar l'⁣apaivagament que envoltava Hitler el 1938. Va dir que la sàtira d'aquest apaivagament no es va traduir tan bé com pretenia. Parlant del furor al voltant del programa, Atkinson també ha afirmat que tres quartes parts del repartiment eren jueus i no consideraven el concepte controvertit.